# Jardin chimique
Un jardin chimique est une expérience chimique dans laquelle des ions métalliques à faible doses sont noyés dans une solution de silicate de sodium et d'eau.
Ces métaux sous l'action de la solution par réaction vont se solidifier différemment et créer des structures solides dans la solution. À la fin de la réaction (incomplète car il y a trop de solution), on peut y observer des colonnes  de type stalagmite, de fins brins verticaux de type brins d'herbe ou encore des structures fibrées ou spongieuses. Tous les métaux réagissent différemment et forment des structures caractéristiques qui leur sont propres, avec une ou des couleurs caractéristiques.
Ces expériences furent remarquées dans le cadre de la biologie par Stéphane Leduc dans les années 1900, dans lesquelles on pensait qu'il n'y avait qu'un pas avec la relation de la formation de la vie. En effet, la réaction démarre instantanément après introduction des réactifs et est rapide, de l'ordre de quelques minutes et les structures semblent se construire à une vitesse surprenante. Les jardins chimiques furent assez vite oubliés car ceux-ci ne délivrent aucun rapport avec la vie ni à sa formation, il s'agit uniquement de métaux qui réagissent avec une solution, ce qui équivaut à une réaction simple, et forment des créations inertes.
Néanmoins, pour leurs qualités esthétiques, ils continuent à être créés, les produits nécessaires à une création d'un jardin chimique se trouvant dans le commerce. En effet il est possible de mêler plusieurs métaux dans la même solution pour mélanger les structures entre elles et ainsi former d'étonnantes créations.

## La solution
Elle est composée de silicate de sodium (ou silicate de soude) et d'eau en quantité égale. Attention, le silicate de sodium est dangereux : il provoque de graves brûlures lorsqu'il est mis en contact avec la peau et les muqueuses.
La solution obtenue est placée dans un récipient dans lequel se déroulera l'expérience : un bocal, un aquarium, un vase, ... Les structures formées perdureront après le retrait de la solution. De la même manière, ne pas tenter de produire l'expérience dans un aquarium contenant des poissons. Les structures pourront servir dans l'aquarium une fois la solution vidée et le conteneur rincé et lavé.

## Métaux utilisables
Les métaux sous forme de sels métalliques sont introduits dans la solution. Les formes qui se créeront dans le jardin dépend du métal et surtout de la taille des réactifs introduits. Pour obtenir de fins brins, il faut utiliser de la poudre et pour obtenir des stalagmites, plutôt des grains de quelques millimètres.
La couleur dépend des ions métalliques utilisés
- calcium (Ca2+) : blanc.
- cobalt (Co2+) : bleu, rose pâle, vert, violet.
- cuivre (Cu2+) : bleu.
- fer (Fe2+) : vert et (Fe3+) : orangé.
- manganèse (Mn2+) : beige.